# CompactFlash

Scheda CompactFlash da 2GB

Le CompactFlash sono schede di memoria a stato solido che utilizzano memorie flash. Il formato, così come lo slot delle prime fotocamere digitali, è stato standardizzato da SanDisk in collaborazione con Canon e Kodak nel 1992 mentre, nel 1994, sono state lanciate sul mercato le prime fotocamere digitali che utilizzavano le memorie CompactFlash. Analogamente, sempre nei primi anni 1990, nacquero anche altri tipi di memorie che utilizzavano la memoria a stato solido, come la Miniature Card e SmartMedia. Tuttavia, le CompactFlash si sono affermate velocemente e hanno surclassato gli altri formati: è attualmente uno dei formati più datati, diffusi e di maggior successo nella storia dell'informatica.
Al 2019, Canon e Nikon supportano le CompactFlash sia per le loro fotocamere professionali sia per le videocamere.

## Tipologie
Hanno una dimensione di 42,8 x 36,4 mm con uno spessore che cambia a seconda del tipo; esistono infatti due tipi di questo modello: 
- CompactFlash Tipo I con uno spessore di 3,3 mm
- CompactFlash Tipo II, meno usato, con uno spessore di 5 mm

Esistono sei versioni principali:
- CF versione 1.0 (1995) 8,3 MB/s
- CF High Speed (ovvero CF+ / CF2.0), (2003) 16,6 MB/s
- CF+ 3.0 (2004) aggiunto il supporto UDMA 66 con velocità teorica di punta di 66 MB/s
- CF+ 4.0 (2006) aggiunto il supporto UDMA 133 con velocità teorica di punta di 133 MB/s
- CF 5.0 (2010) aggiunto il supporto per l'indirizzamento a 48 bit, che permette una capacità teorica di 128 PetaByte
- CF 6.0 (novembre 2010) aggiunto il supporto UDMA Mode 7, con velocità teorica di punta di 167 MB/s.

## Caratteristiche
L'interfaccia CompactFlash Tipo I a 50 pin è derivata dalla 68 pin PCMCIA Tipo II e può essere quindi facilmente trasformata in quest'ultima attraverso un semplice adattatore passivo.
Inoltre, lo standard originale prevede l'integrazione di un controller ATA: è pertanto possibile, attraverso un adattatore, collegare le CompactFlash ad un PC che vedrà queste memorie come hard disk.
I dispositivi CompactFlash operano a 3,3 V o 5 V e, se basati sulle memorie allo stato solido, sono resistenti alle vibrazioni, agli urti e ai campi magnetici.
La capacità delle schede CompactFlash varia nel 2019 da 16 MB a 256 GB a seconda del modello, anche se le attuali specifiche permettono di raggiungere capacità di gran lunga superiori.
La formula per calcolare velocemente la velocità teorica di trasferimento dati è la seguente:
{\displaystyle TR=V\cdot 150kB/s}
dove TR = transfer rate e V = velocità teorica. Per esempio, una velocità teorica di 133x corrisponde a 133 x 150 kB/s = 19950 kB/s, circa 20 MB/s.
Nate inizialmente per le fotocamere digitali, visto il grande successo si sono diffuse anche in altri campi, come ad esempio nell'audio digitale o nel video digitale.
La CompactFlash Association ha annunciato nel luglio 2007 lo sviluppo di un'interfaccia SATA per le CompactFlash che ha dato origine ad un nuovo tipo di schede, le CFast, che ha una piedinatura differente dalle CompactFlash.

Nel 2010 Sandisk, Sony e Nikon hanno presentato un nuovo modello di Compact Flash, le XQD Card, basato sullo standard PCI express, che pur avendo le stesse dimensioni della CompactFlash non è compatibile con quest'ultima né con le CFast.